# کونگن ژاگانگسکی
کونگن ژاگانگسکی (به لهستانی:  Konin Żagański) یک روستا در لهستان است که در گمینا ایوووا واقع شده‌است.
 کونگن ژاگانگسکی  ۷۶۰ نفر جمعیت دارد.